# Callistethus specularis
Callistethus specularis är en skalbaggsart som beskrevs av Bates 1888. Callistethus specularis ingår i släktet Callistethus och familjen Rutelidae. Inga underarter finns listade.